# Cotoneaster morulus
Cotoneaster morulus är en rosväxtart som beskrevs av Antonina Ivanovna Pojarkova. Cotoneaster morulus ingår i släktet oxbär, och familjen rosväxter. IUCN kategoriserar arten globalt som livskraftig. Inga underarter finns listade i Catalogue of Life.